# Hahnenknooper Moore
Das Naturschutzgebiet Hahnenknooper Moore ist ein zusammenhängender Moorkomplex aus den Loxstedter Naturschutzgebieten Stoteler Moor bei Stotel und Königsmoor und Plackenmoor bei Schwegen in Niedersachsen. Durch Maßnahmen zur Renaturierung sollen sich die moortypischen Umweltfaktoren noch stärker ausprägen.

## Verdämmung

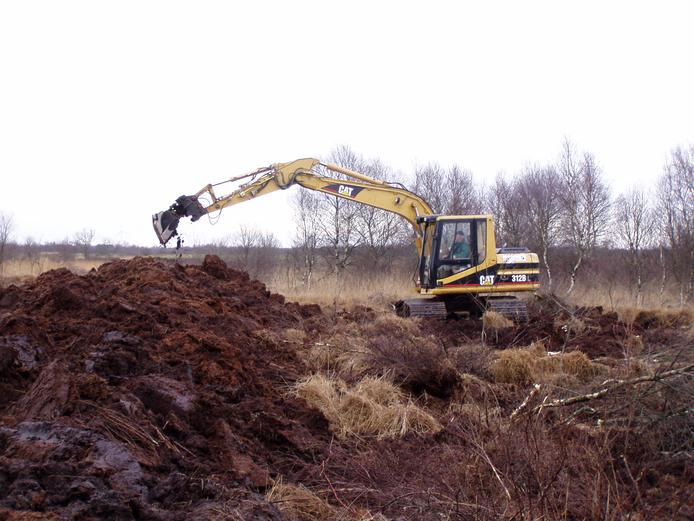
Baggereinsatz im Naturschutzgebiet Königsmoor

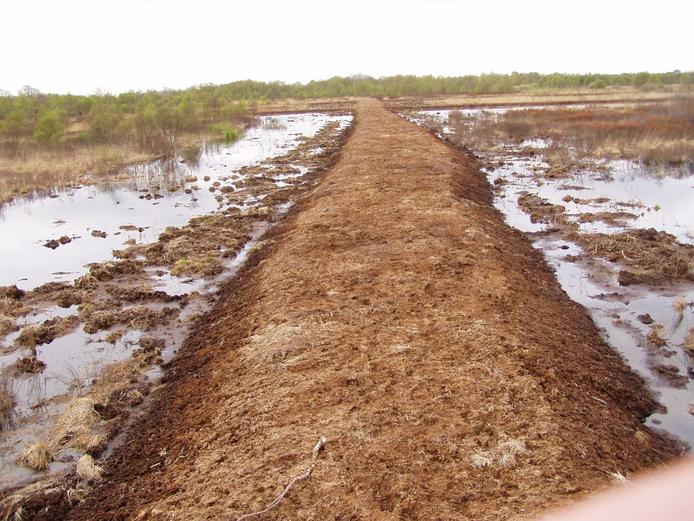
Profilierter Damm zum Wasserstau

Neun Jahre lang wurde das Gebiet durch den Einsatz von Baggern in den Wintermonaten verdämmt und vernässt. Bedroht werden die Dämme durch Bisamratten, die diese unterwühlen, was zum Wasserdurchfluss und Zerstörung der Dämme führt. Sie müssen regelmäßig kontrolliert und gegebenenfalls repariert werden. Der Wasserstand ist regelbar durch Überlaufrohre mit Rohrbogen.

## Nutzung
Bis in die 1960er Jahre wurde bis zum Auslaufen der Abbau-Genehmigung in den Hahnenknooper Mooren industrieller und bäuerlicher Torf-Abbau betrieben.
Danach begann die Zeit der Nutzung der landwirtschaftlichen Randertragsflächen, die Moore wurden entwässert und kultiviert. Auch das winterliche Abflämmen des Bewuchses wurde verboten.
Die geschaffenen Grünlandflächen wurden von den vielen kleinen Bauern bewirtschaftet. Die Gräser sind minderwertiger im Futterwert auf den saueren Wiesen, genügten aber den Ansprüchen. Die moderne Landwirtschaft mit ihren Großgeräten kann mit den Moorflächen nichts mehr anfangen. Es werden edle Gräser verlangt, mit einem hohen Futterwert, die aber auf dem kargen Hochmoorboden nicht wachsen. Daher wurden die Grünlandflächen nach und nach nicht mehr bewirtschaftet, verloren ihren Wert und die öffentlichen Hand kaufte die Moorflächen und führte sie dem Naturschutz zu.
Über den Naturschutz werden die größeren Grünlandflächen in den Naturschutzgebieten extensiv bewirtschaftet. Die Gräser sind minderwertig und nur als Winterfutter verwertbar für anspruchslose Galloway-Rinder, sonstige Hochlandrinder und Pferde. Dominant auf den sauren Wiesen sind die Binsen und der Kriechende Hahnenfuß. Die Heuballen müssen kurz nach dem Mähen abtransportiert werden; sobald das frische Gras durchwächst, ist der Boden nicht mehr tragfähig für schwere Fahrzeuge.

## Biotop
Durch das Trockenlegen und Abflämm-Verbot entstand eine andere Flora, der Gagelstrauch wurde üppiger, die Moorbirke vermehrte sich in Massen durch Pollenflug und entzogen dem Moorboden das Oberflächenwasser. Das Pfeifengras (Molinia caerulea) übernahm die Oberhand, begünstigt durch einen Stickstoffeintrag aus der Luft.
Der niedere Bewuchs – verschiedene Moosarten, Moosbeeren, Besenheide, Echte Glockenheide, Rosmarinheide und Heidelbeeren – wurde von dem Pfeifengras unterdrückt und überwuchert, dann schließlich selektiert. Der Lebensraum der heimischen Tierwelt veränderte sich.

## Tierwelt
Bis zu diesem Zeitraum hatte das Birkwild seinen festen Einstand. Mit den neuen Bedingungen konnte es nicht mehr fertigwerden, der Lebensraum war zerstört und das Birkwild drohte auszusterben.
Die Landesjägerschaft Niedersachsen unter Mitwirkung ihres Hegerings in Verbindung mit der Tierärztlichen Hochschule Hannover, Abteilung Wildtierforschung, starteten ein Projekt und wilderten von 1981 bis 1996 in den Hahnenknooper Mooren 522 Stück Birkwild aus.
Da der Lebensraum für Birkwild nicht mehr vorhanden war, wurde es kein Erfolg. 1996 wurden die letzten ausgesetzten Birkhühner durch Telemetrie überwacht und man stellte fest, dass nach etwa sechs Wochen alle Exemplare von Füchsen, Mardern, Iltissen oder Habichten gerissen wurden. Das Projekt wurde eingestellt, das Birkwild ist in diesen Mooren – wie auch in vergleichbaren Mooren – ausgestorben. Ein entsprechender Lebensraum kann sich erst über Vernässung der Moore in Jahrzehnten entwickeln.

## Jagdrecht
Das Jagdrecht endet nicht an den Naturschutzgebietgrenzen. Obwohl der Landkreis Cuxhaven und das Land Niedersachsen jagdrechtlich Eigenjagdten bilden könnten, (Fläche ab 75 ha) überlässt die öffentliche Hand die Verpachtung und Verwaltung des Jagdrechts den einzelnen Jagdgenossenschaften.
Die drei Naturschutzgebiete sind an fünf genossenschaftlichen Jagdbezirken verteilt, das NSG Stoteler Moor an Stotel und Fleeste – das NSG Königsmoor an Hahnenknoop und Langendammsmoor und das NSG Plackenmoor an Schwegen.
Die Jagdmöglichkeit im Plackenmoor beschränkt sich nur auf Ansitz vom Hochstand an den Dämmen – die Flächen sind größtenteils nicht begehbar.
Jagdbar ist Niederwild, aber man kann jederzeit mit Wildschweinen rechnen. Das Befahren der Naturschutzgebiete, auch zur Jagdausübung, ist nicht gestattet, wird aber, wo es unbedingt benötigt wird, auf Wegen geduldet. Es sollte aber kein Fremdmaterial zum Ausbessern der Wege genommen werden.

## Vorsichtsmaßnahmen
Das Betreten der Naturschutzgebiete ist außerhalb der Wege verboten. In den versumpften Feuchtgebieten besteht höchste Lebensgefahr. Rutscht man in den Morast, hat man kaum die Möglichkeit, sich alleine wieder zu befreien.